# Onciale 0140
- Papyrus
- Onciale
- Minuscules
- Lectionnaire

Le Codex 0140, portant le numéro de référence 0140 (Gregory-Aland), est un manuscrit du Nouveau Testament sur parchemin écrit en écriture grecque onciale.

## Description
Le codex se compose d'une folio. Il est écrit en une colonne, de 18 lignes par colonne. Les dimensions du manuscrit sont 14,5 x 12 cm. Les paléographes datent ce manuscrit du Xe siècle,. 
C'est un manuscrit contenant le texte incomplet des Actes des Apôtres (5,34-38). 
Le manuscrit fut découvert par J. Rendel Harris. Il a été examiné par Agnes Smith Lewis.
Le texte du codex représenté est de type mixte. Kurt Aland le classe en Catégorie III. 
Lieu de conservation
Il est actuellement conservé au monastère Sainte-Catherine du Sinaï (Sinai Harris App. 41),.